# Aina Vidal Sáez
Aina Vidal Sáez   (Vila de Gràcia, 22 de març de 1985) és una política catalana, diputada al Congrés dels Diputats.

## Biografia
Gracienca d'origen, viu a Sants des d'almenys el 2012. Afiliada a Joves d'Esquerra Verda des de 2005 i a Comissions Obreres des de 2006, ha sigut membre del Consell Nacional d'Iniciativa per Catalunya-Verds i Coordinadora Nacional d'Acció jove-Joves de la Comissió Obrera Nacional de Catalunya, i membre del Consell de Relacions Laborals de Catalunya. Ha format part del Consell Nacional de la Joventut de Catalunya i del Consell de Joventut de Barcelona. També és membre de Som Energia, Metges sense fronteres, Amnistia Internacional i Esplais Catalans, així com del comitè federal de Comissions Obreres de Catalunya.
Fou elegida diputada per Barcelona a les eleccions generals espanyoles de 2015 dins la llista d'En Comú Podem, sent un dels tres diputats que obtingué ICV dins la coalició (juntament amb Josep Vendrell i Jaume Moya). També ho fou en la XII legislatura, resultat de les eleccions generals celebrades el 26 de juny de 2016, sis mesos després de les anteriors, una legislatura que va viure l'1 de juny del 2018, la moció de censura que comportà canvi de president, i que concloïa el febrer de 2019. Continuà com a diputada en la XIII legislatura, de maig a setembre de 2019 i en la XIV legislatura, que començà amb la constitució de les Corts el 3 de desembre de 2019.
El gener de 2020, després de la seva absència en la votació en primera volta per a la investidura del candidat a president, anuncià que patia càncer. L'any 2021 va manifestar el seu rebuig a la vacunació dels jugadors de la Selecció Espanyola de futbol, donat el tracte prioritari que van rebre davant l'imminent Eurocopa 2020.
El juny de 2023, després de la renúncia de Jaume Asens, es va fer públic que seria la candidata per Barcelona de Sumar a les eleccions generals espanyoles de 2023.